# Yazganit
Yazganit ist ein selten vorkommendes Mineral aus der Mineralklasse der „Phosphate, Arsenate und Vanadate“ mit der idealisierten chemischen Zusammensetzung NaMgFe3+2(AsO4)3·H2O und ist damit chemisch gesehen ein wasserhaltiges Natrium-Magnesium-Eisen-Arsenat. Da bei natürlichen Yazganitproben oft ein Teil des Magnesiums durch Mangan ersetzt (substituiert) ist, wird die Formel in verschiedenen Quellen auch mit Na(Mg,Mn)Fe23+[AsO4]3·H2O angegeben.
Yazganit kristallisiert im monoklinen Kristallsystem und entwickelt entweder einzelne prismatische Kristalle oder Mineral-Aggregate aus miteinander verwachsenen, gut ausgebildeten Kristallen bis etwa 10 mm Größe mit metallischem bis diamantähnlichem Glanz auf den Oberflächen. Das Mineral ist durchscheinend und von brauner bis fast braunschwarzer Farbe. Seine Strichfarbe ist dagegen eher hellbraun bis gelblichgrau.

## Etymologie und Geschichte
Erstmals entdeckt wurde Yazganit durch den türkischen Geologen Evren Yazgan (* 1943), der Mineralproben am Vulkankomplex Erciyes Dağı in der türkischen Provinz Kayseri sammelte. Die Analyse und Erstbeschreibung erfolgte durch Halil Sarp und Radovan Černý, die das Mineral nach seinem Entdecker benannten und ihre Untersuchungsergebnisse sowie den gewählten Namen 2003 bei der International Mineralogical Association (IMA) zur Prüfung einreichten (interne IMA-Nr. 2003-033). Die Publikation der Erstbeschreibung folgte zwei Jahre später im Fachmagazin European Journal of Mineralogy.
Das Typmaterial des Minerals wird in der Mineralogischen Abteilung des Muséum d’histoire naturelle de la Ville de Genève in Genf, Schweiz unter der Katalog-Nr. 478.188 aufbewahrt.

## Klassifikation
In der veralteten 8. Auflage der Mineralsystematik nach Strunz war der Yazganit noch nicht aufgeführt.
In der zuletzt 2018 überarbeiteten Lapis-Systematik nach Stefan Weiß, die formal auf der alten Systematik von Karl Hugo Strunz in der 8. Auflage basiert, erhielt das Mineral die System- und Mineralnummer VII/A.07-025. Dies entspricht der Klasse der „Phosphate, Arsenate und Vanadate“ und dort der Abteilung „Wasserfreie Phosphate [PO4]3−, ohne fremde Anionen“, wo Yazganit zusammen mit Bradaczekit, Johillerit, Nickenichit, O’Danielit, Pharmazinkit und Yurmarinit eine unbenannte Gruppe mit der Systemnummer VII/A.07 bildet.
Die von der International Mineralogical Association (IMA) zuletzt 2009 aktualisierte 9. Auflage der Strunz’schen Mineralsystematik ordnet den Yazganit in die Klasse der „Phosphate, Arsenate und Vanadate“ und dort in die Abteilung „Phosphate usw. ohne zusätzliche Anionen; ohne H2O“ ein. Hier ist das Mineral in der Unterabteilung „Mit mittelgroßen und großen Kationen“ zu finden, wo es zusammen mit Alluaudit, Arseniopleit, Bradaczekit, Groatit, Karyinit, Ferroalluaudit, Ferrohagendorfit, Hagendorfit, Johillerit, Maghagendorfit, Manitobait, Nickenichit, O’Danielit und Varulith die „Hagendorfitgruppe“ mit der Systemnummer 8.AC.10 bildet.
In der vorwiegend im englischen Sprachraum gebräuchlichen Systematik der Minerale nach Dana hat Yazganit die System- und Mineralnummer 38.02.03.10. Das entspricht der Klasse der „Phosphate, Arsenate und Vanadate“ und dort der Abteilung „Wasserfreie Phosphate etc.“. Hier findet er sich innerhalb der Unterabteilung „Wasserfreie Phosphate etc., (A+B2+)5(XO4)3“ in der „Alluaudit-Wyllieitgruppe (Alluaudit-Untergruppe)“, in der auch Ferrohagendorfit, Hagendorfit, Varulith, Maghagendorfit, Ferroalluaudit, Alluaudit, O’Danielit, Johillerit, Nickenichit, Groatit und Manitobait eingeordnet sind.

## Kristallstruktur
Yazganit kristallisiert monoklin in der Raumgruppe C2/c (Raumgruppen-Nr. 15) mit den Gitterparametern a = 12,181(1) Å; b = 12,807(1) Å, c = 6,6391(5) Å und β = 112,441(9) ° sowie vier Formeleinheiten pro Elementarzelle.

## Bildung und Fundorte
Yazganit bildete sich hydrothermal in dem an der Fundstelle vorhandenen, vulkanischen Andesit-Gestein. Begleitminerale sind Auripigment, Kassiterit, Hämatit, Magnetit, Realgar und Tridymit.
Yazganit wurde bisher nur an seiner Typlokalität Erciyes Dağı in der Türkei gefunden.